# Clause lockéenne
 (octobre 2010).
La forme ressemble trop à un extrait de cours et nécessite une réécriture afin de correspondre aux standards de Wikipédia.

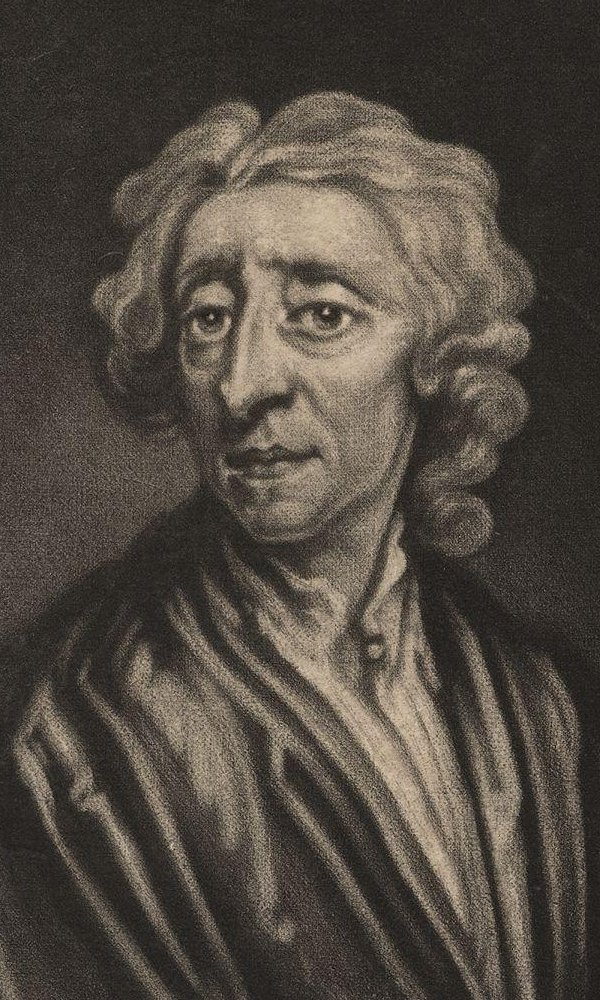
Le philosophe anglais John Locke (1632-1704).

La « clause lockéenne » est une condition pour que l'appropriation des ressources naturelles soit juste. Elle a été dégagée par Robert Nozick à partir de son étude de John Locke, lequel écrit que lorsque quelqu'un s'approprie un objet, il doit en rester « suffisamment et en qualité aussi bonne en commun pour les autres » .
Par exemple, quelqu'un n'a pas le droit de s'approprier l'unique source d'eau dans un désert. 
Pour contourner ce problème, Robert Nozick affirme ainsi que, dans un tel cas, l'appropriation originelle d'un bien commun ne peut se faire qu'à condition de compenser les autres utilisateurs « de telle sorte que leur situation ne se détériore pas par elle-même » .
Selon le libertarisme de gauche la clause lockéenne n'est compatible avec l'appropriation des ressources limitées, que si un revenu de base est assuré à tous les citoyens à titre de compensation.